# Mandulis Patera
La Mandulis Patera è una struttura geologica della superficie di Io.